# Spoorlijn 15
Spoorlijn 15 is een Belgische spoorlijn die Antwerpen met Hasselt verbindt. Het is een samenraapsel van verschillende secties van spoorlijnen in de Kempen die in het verleden anders heetten.

## Geschiedenis
Het oudste stuk dateert van 19 april 1855 en is het stuk tussen Lier en Herentals (als onderdeel van de lijn Lier-Turnhout, toen aangeduid als spoorlijn 14). Op 6 juli 1864 werd de lijn uitgebreid richting Antwerpen, als onderdeel van de lijn Antwerpen-Aarschot. Op 20 juli 1866 werd de sectie tussen Hasselt en Houthalen opengesteld, toen was het onderdeel van de lijn Hasselt-Eindhoven, vanaf Houthalen tot de Nederlandse grens aangeduid als spoorlijn 18.

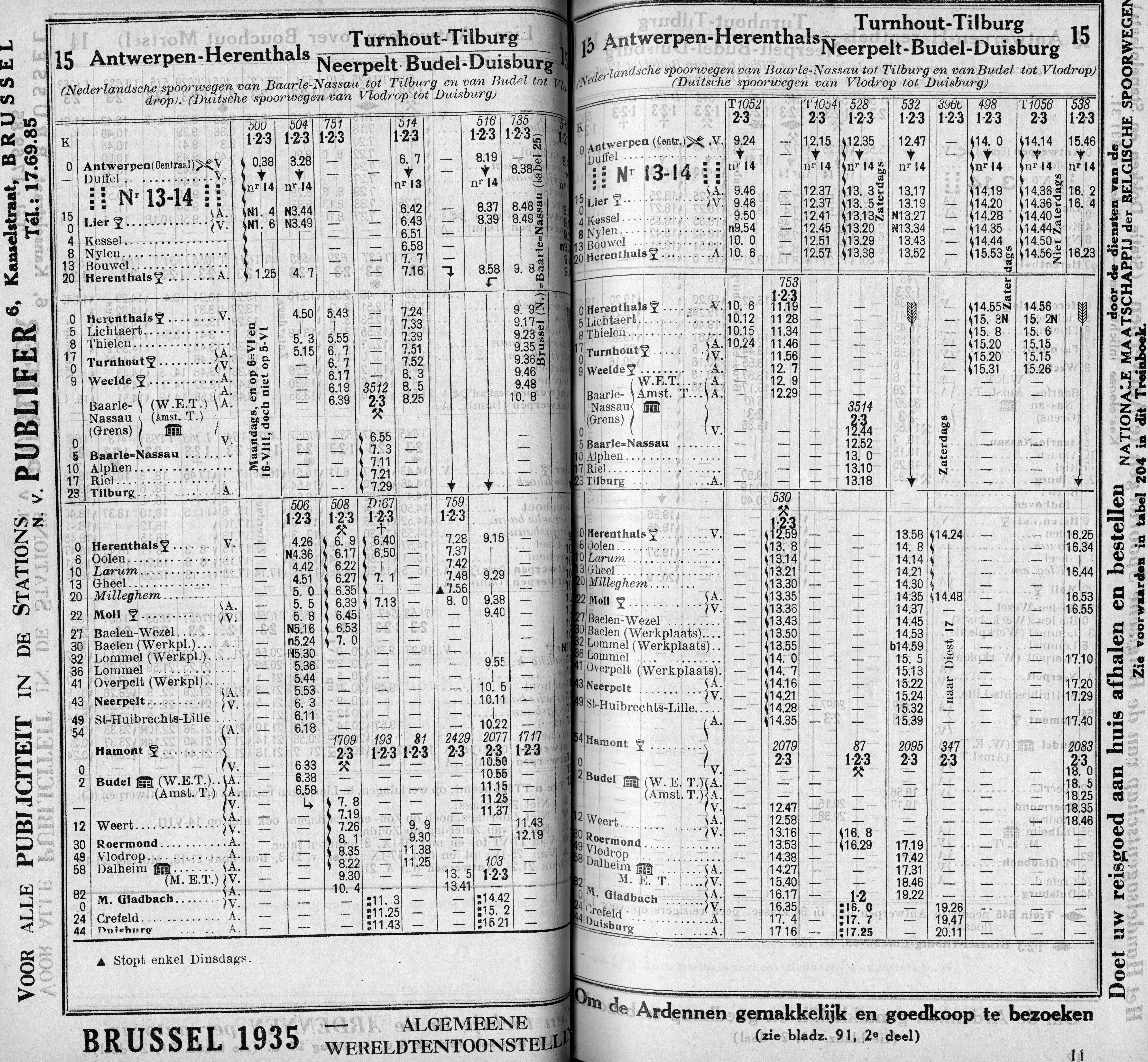
Dienstregelingtabel 15 zomer 1933 1
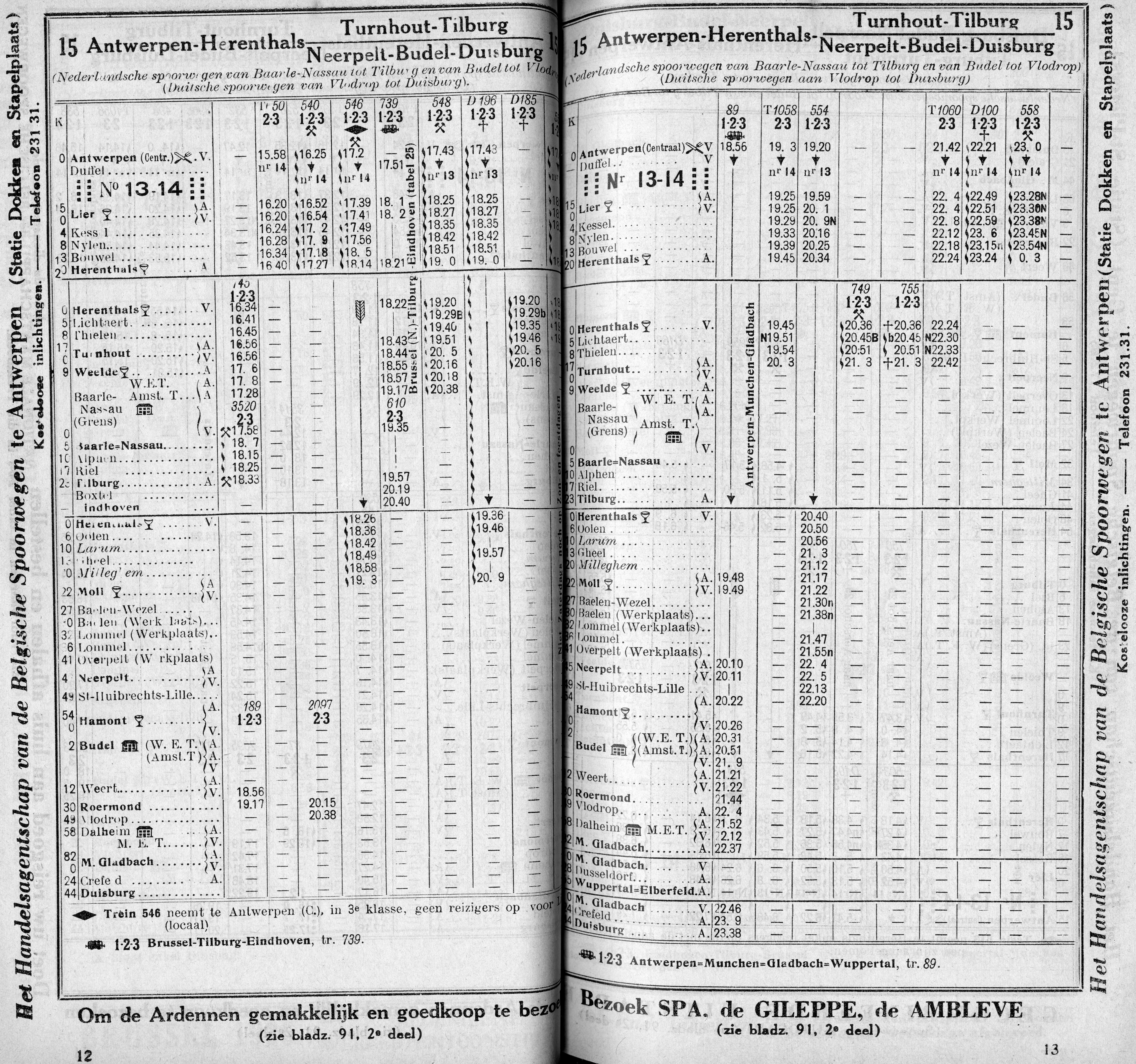
Dienstregelingtabel 15 zomer 1933 2
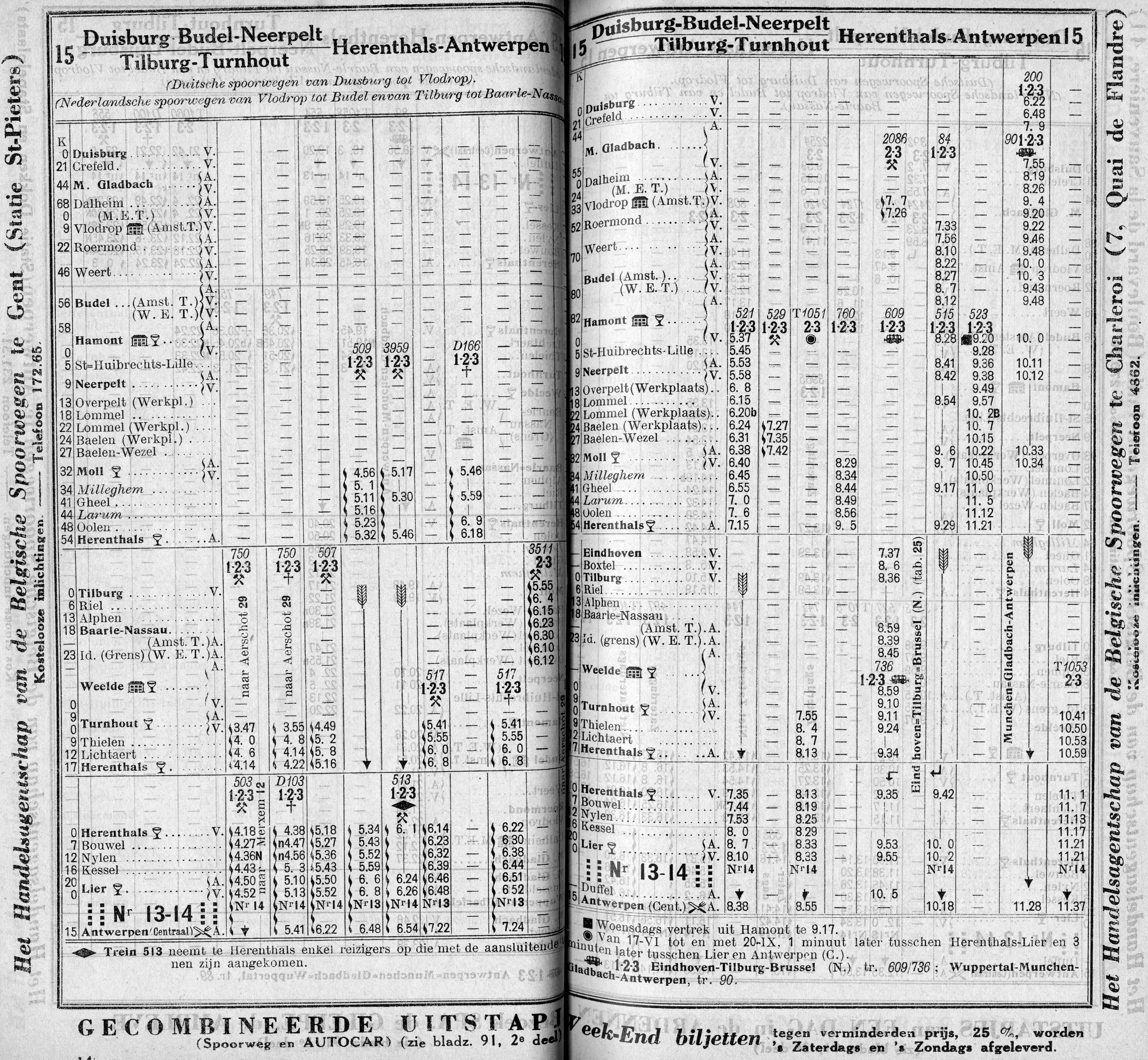
Dienstregelingtabel 15 zomer 1933 3
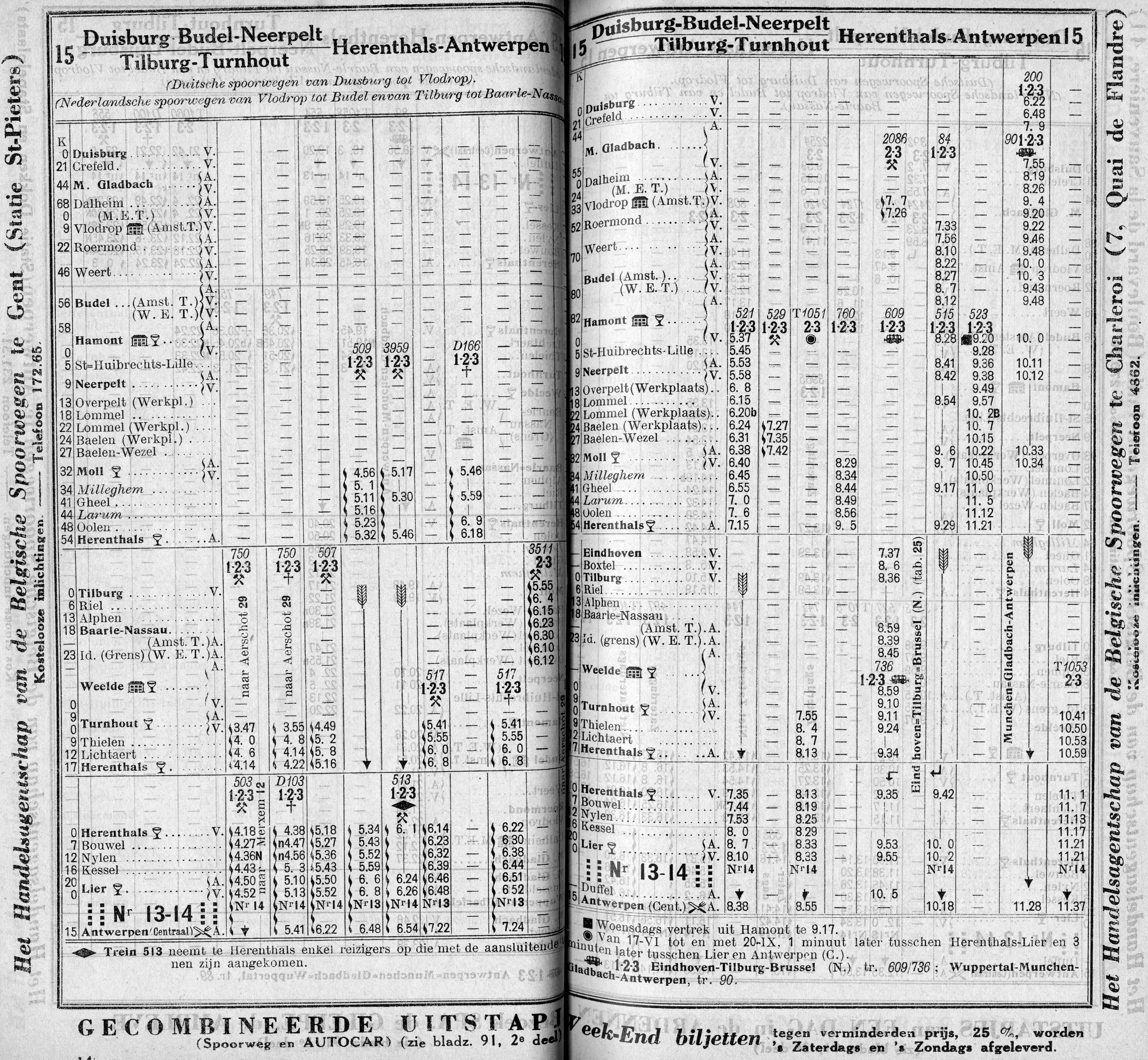
Dienstregelingtabel 15 zomer 1933 4

Op 27 mei 1878 werd het traject tussen Herentals en Mol geopend, als onderdeel van de IJzeren Rijn tussen Antwerpen en Mönchengladbach. Op dezelfde datum werd de sectie Mol-Leopoldsburg geopend, als onderdeel van de lijn Diest-Mol. Pas op 1 juli 1925 werd de lijn compleet door de aanleg van het Kolenspoor tussen Leopoldsburg en Houthalen.
De spoorlijn is circa 90 km lang en grotendeels dubbelsporig; tussen Mol en Zonhoven werd de lijn terug op enkelspoor gebracht, met tegenspoorseinen in de richting Mol-Zonhoven. Tussen Beringen-Mijn en Zolder is er echter mogelijkheid tot kruisen gebleven.
Tussen Antwerpen en Herentals werd de lijn in 1981 geëlektrificeerd, Tussen Herentals en Mol werd de bovenleiding in december 2015 in dienst gesteld. Het gedeelte van Mol naar Y Zonhoven is vanaf 2024 geëlektrificeerd, de reizigersdienst wordt er verzekerd door de MR08. De maximumsnelheid bedraagt 120 km/u, tussen Zolder en Zonhoven slechts 90 km/u. Samen met de elektrificatiewerken werd ook de snelheid opgetrokken. Hierdoor kunnen treinen op het hele traject nu aan 120 km/u rijden. 
In 2019 is gestart met de elektrificatie van het traject Mol-Hasselt, waar vanaf eind 2022 elektrische treinen zullen kunnen rijden. Dan zal de hele lijn tussen Antwerpen en de aansluiting met Spoorlijn 21A in Zonhoven, volledig elektrisch zijn.

## Treindienst
De NMBS verzorgt het personenvervoer met IC, L-, Piekuur-, ICT en S- treinen. 
| Treintype | Verbinding                                           | Bijzonderheden                                             |
| --------- | ---------------------------------------------------- | ---------------------------------------------------------- |
| IC 09     | Antwerpen-Centraal - Lier - Leuven                   | Rijdt in het weekend Antwerpen-Centraal - Luik-Guillemins. |
| IC 09     | Antwerpen-Centraal - Lier - Tongeren-Luik-Guillemins | Rijdt enkel in het weekend.                                |
| IC 10     | Antwerpen-Centraal - Mol - Hamont                    |                                                            |
| IC 11     | Binche - Brussel - Turnhout                          | Rijdt in het weekend enkel tussen Binche en Schaarbeek.    |
| IC 15     | Antwerpen-Centraal - Lier - Diest - Hasselt          | Rijdt niet in het weekend.                                 |
| IC 30     | Antwerpen-Centraal - Herentals - Turnhout            | Stopt op werkdagen niet tussen Herentals en Lier.          |
| L         | Hasselt-Mol                                          | Rijdt op zondag 1x/2u.                                     |
| L 23      | Antwerpen-Centraal - Leuven                          |                                                            |
| S33       | Antwerpen-Centraal - Herentals - Mol                 | Rijdt niet tijdens het weekend.                            |
| P         | Neerpelt - Mol - Mechelen - Brussel-Zuid             | Rijdt alleen op werkdagen.                                 |
| P         | Mol -Mechelen- Brussel-Zuid                          | Rijdt alleen op werkdagen.                                 |
| P         | Aarschot-Lier-Antwerpen-Centraal                     | Rijdt alleen op werkdagen.                                 |
| P         | Antwerpen-Centraal - Lier-Herentals                  | Rijdt alleen op werkdagen.                                 |
| P         | Antwerpen-Centraal - Lier                            | Rijdt alleen op werkdagen.                                 |
| P         | Hamont - Mol - Heverlee                              | Een trein op zondagavond. Enkel tijdens het academiejaar.  |
| ICT       | Hamont - Mechelen - Blankenberge                     | Rijdt in juli en augustus.                                 |

## Aansluitingen
In de volgende plaatsen is of was er een aansluiting op de volgende spoorlijnen:
Y Drabstraat
Spoorlijn 27 tussen Brussel-Noord en Antwerpen-Centraal
Lier
Spoorlijn 13 tussen Kontich en Lier
Spoorlijn 205 tussen Lier en Oelegem
Y Nazareth
Spoorlijn 16 tussen Y Nazareth en Y Oost Aarschot
Y Albertkanaal
Spoorlijn 29 tussen Y Noord driehoek Aarschot en Tilburg
Spoorlijn 207 tussen Y Albertkanaal en Laakdal
Herentals
Spoorlijn 29 tussen Y Noord driehoek Aarschot en Tilburg
Mol
Spoorlijn 19 tussen Mol en Hamont
Y Heppen
Spoorlijn 17/1 tussen Heppen en Y Heppen
Beringen-Mijn
Spoorlijn 17 tussen Diest en Beringen-Mijn
Houthalen
Spoorlijn 18 tussen Winterslag en Eindhoven
Y Zonhoven
Spoorlijn 21A tussen Hasselt en Maaseik

## Verbindingssporen
15/1 : Y Krijgsbaan (lijn 27A) - Y Aubry (lijn 15)